# Aeroporto de Mokpo
O Aeroporto de Mokpo foi um aeroporto público em Mokpo, Coreia do Sul. Este aeroporto foi fechado quando o Aeroporto Internacional de Muan foi inaugurado em novembro de 2007.